# Попрєчни
Попрєчни (Popriečny) — гірський масив в Словаччині; геоморфологічна підодиниця масиву Вигорлат.. Найвища точка — гора Вітрова-Скала (1025 метрів). Місце розташування — Пряшівський край і Кошицький край.